# Ducado de Sajonia-Hildburghausen
El Ducado de Sajonia-Hildburghausen (en alemán: Sachsen-Hildburghausen) pertenecía a los Ducados Ernestinos en lo que hoy es el sur del estado federado de Turingia, Alemania. Su territorio corresponde similarmente al moderno distrito de Hildburghausen.

## Historia

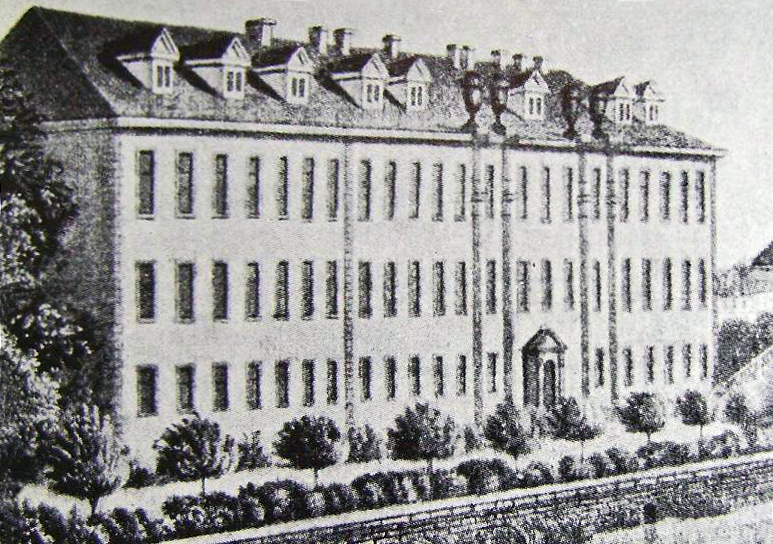
El palacio de Hildburghausen (ca. 1800).

A pesar de su limitado territorio, fue un ducado autónomo desde 1680 hasta 1826; en 1684 se trasladó la capital de Heldburg a Hildburghausen, y el miniestado fue conocido como Sajonia-Hildburghausen. Los duques construyeron un palacio, un jardín de estilo francés y otros pomposos edificios en Hildburghausen.
En 1810, la princesa Teresa de Sajonia-Hildburghausen se casó con el príncipe heredero, futuro rey Luis I de Baviera, que llegó a ser rey de Baviera 15 años más tarde; este hecho es la razón de la Oktoberfest, que se celebra anualmente en Múnich.
En 1826, los estados de Turingia fueron reorganizados: el último gobernante de Sajonia-Altenburgo murió sin descendencia; el duque de Sajonia-Hildburghausen fue su sucesor, pero tuvo que ceder su reino a Sajonia-Meiningen.
En 1868, se crearon cuatro distritos en el Ducado de Sajonia-Meiningen. Hildburghausen fue uno de ellos, con fronteras muy similares a las del antiguo ducado. Permaneció casi inalterado hasta 1993, cuando fue disuelto el antiguo distrito de Suhl y la mayoría de sus municipios se unieron al distrito de Hildburghausen.

## Duques de Sajonia-Hildburghausen
- Ernesto II (1675-1715)
- Ernesto Federico I (1715-24)
- Ernesto Federico II (1724-45)
- Ernesto Federico III (1745-80)
- Federico (1780-1825)

Incorporado a Sajonia-Meiningen
- Datos: Q281005
- Multimedia: Saxe-Hildburghausen / Q281005